# Costal

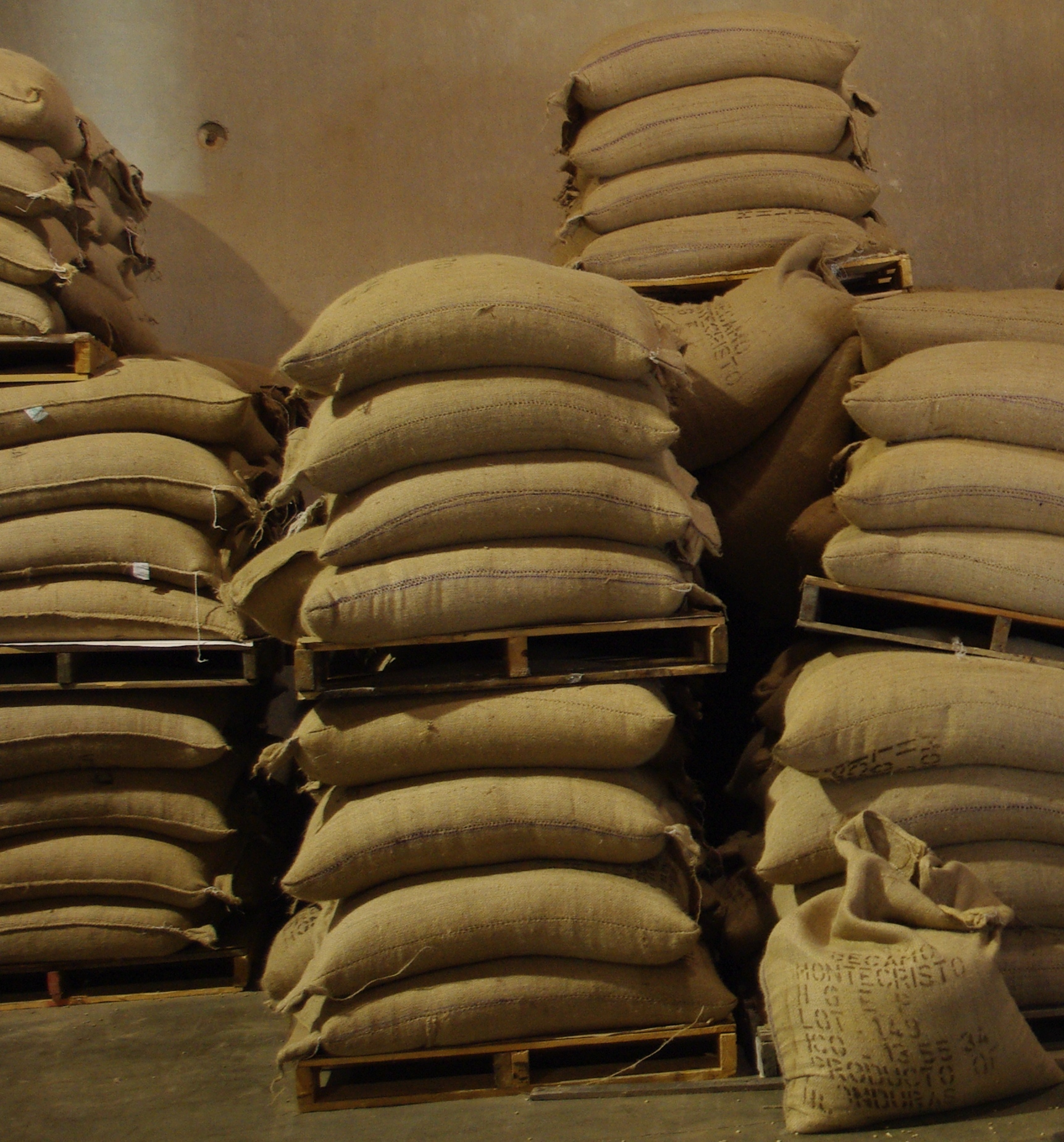
Pila de Costales en estibas

Un costal es un saco de tela, aunque en algunas variantes modernas suele ser de plástico.

## Usos
Normalmente se usa para portar granos de trigo o semillas de cualquier tipo.
En Semana Santa, los encargados de portar pasos en algunas ciudades españolas (normalmente llamados costaleros) usan un paño ajustado a la cabeza que continúa sobre la nuca a modo de pequeño costal de tela relleno para poder amortiguar el peso. Este paño con costal es denominado simplemente "costal" en la mayor parte del país.
No obstante, en otros lugares se utiliza un atuendo diferente para el mismo trabajo de portar los pasos desde el interior. Este es el caso de la collera o molía en la ciudad de Jerez que consiste en una almohadilla cilíndrica que rodea el cuello del portador mientras sus dos extremos quedan fijados a la cintura por un cordel. Un atuendo que recuerda por su forma a la collera que se impone a un Animal de tiro.